# María Inés Toral Ponce
María Inés Toral (Valparaíso, 2 de septiembre de 1942) es una profesora del Estado con mención en química, investigadora, académica y científica chilena.

## Biografía
Cursó la mayoría de sus estudios básicos en el Colegio Argentino del Sagrado Corazón de Jesús. Posteriormente, en 1962 ingresó al Instituto Pedagógico de la Universidad de Chile, en donde formó parte del programa de Pedagogía en Química. Una vez en el programa, se desempeñó como ayudante en diferentes ramos, especialmente el de química inorgánica. En 1966 recibió el título de profesora, y un año después el título de profesor del Estado con mención en química. Para ella, el ser científico es de gran importancia, puesto que gracias a las ciencias ella ha podido desarrollarse como persona. Desde siempre estuvo interesada en las Matemáticas y en la Química, motivo principal que la llevó a especializarse en Química Analítica, área a la que se ha dedicado desde 1974. Su motivación ulterior era la de poder aportar en la resolución de problemas, y la química analítica posee esa capacidad.
En 1986 viajó a España, lugar en el que hizo una permanencia en la Universidad de Santiago de Compostela. Es allí donde se especializó en química analítica y en espectrofotometría derivada. Gracias a esta permanencia y a los trabajos en conjunto con España, logró independizarse y consecuentemente cimentar esta línea de investigación en Chile. Es en esta área logró reconocimiento internacional, reconocimiento que puede ser advertido en el porcentaje de citación que sus artículos tienen en el área de espectrofotometría derivada (el cual es de un diez por ciento).
En 1988 presentó un proyecto FONDECYT orientado hacia la espectrofotometría derivada, el cual gana. La línea de investigación continúa en desarrollo y expansión hasta el día de hoy.
En el último congreso de Química Analítica se le otorgó un premio por su trayectoria, reconociendo su labor académica y su calidad humana, resaltando su capacidad de poder conciliar el ámbito familiar con el académico. El premio fue otorgado por la división de Química Analítica de la Sociedad Chilena de Química encabezada por Pablo Richter, quien fuera su compañero de trabajo y laboratorio desde el año 1985.
Actualmente es profesora titular del departamento de Química en la Facultad de Ciencias de la Universidad de Chile, lugar en el que se dedica a la investigación en el área de la Química Analítica y la Espectroscopia Derivada. Ahí está a cargo del laboratorio de química analítica donde trabaja con alumnos de pregrado, postgrado y doctorado. Su investigación actual está concentrada en el desarrollo de métodos de antibióticos en salmones, tanto en sus músculos como en su alimentación. Investigación que está fuertemente ligada con el desarrollo de la industria salmonera, la segunda actividad económica Chilena.
Además, se desempeña como editora del Journal of the Chilean Chemical Society, revista que tiene como objetivo principal la investigación científica. En la revista, según palabras de María Inés Toral, hay un interés creciente en la publicación de trabajos enfocados en educación.

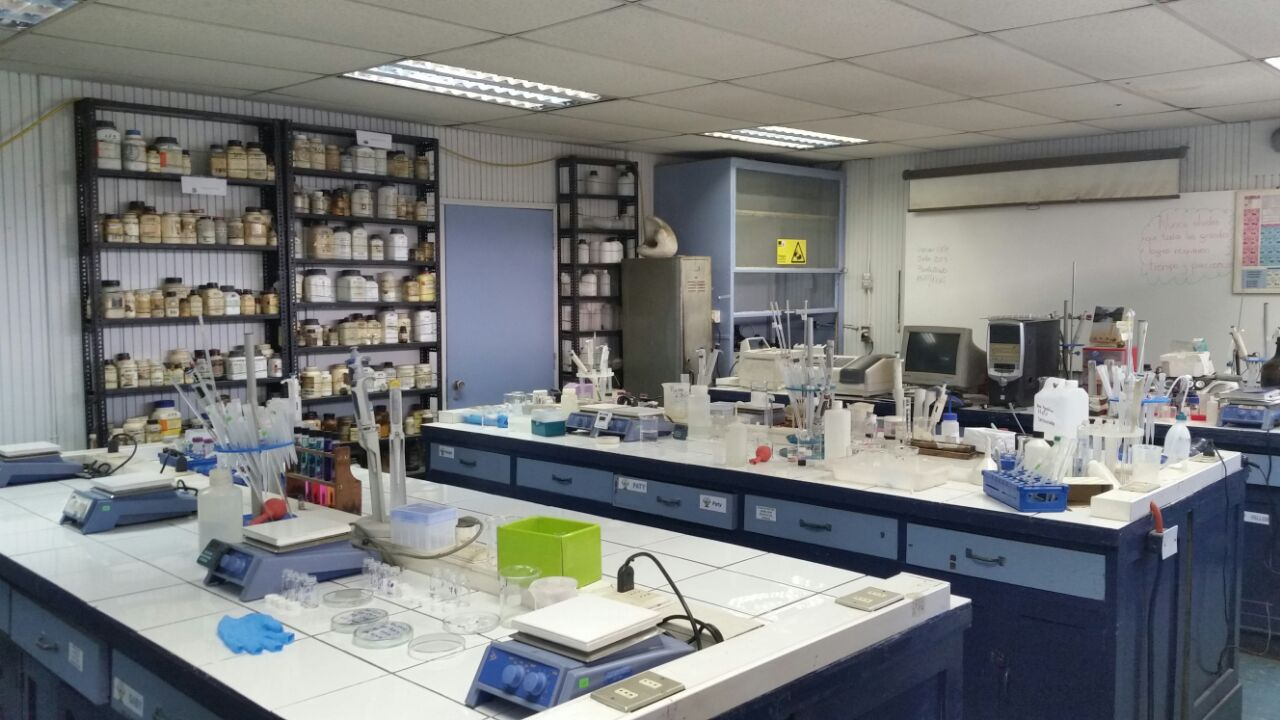
Laboratorio Química del cual la profesora está a cargo

## Investigaciones
- 2010 - Desarrollo de métodos analíticos para la determinación de drogas utilizadas en la acuicultura y la salud humana. Aplicaciones.

- 2007 - Desarrollo de métodos en continuo para la determinación de cationes inorgánicos utilizando un sensor fotométrico y métodos para compuestos orgánicos en fase líquida.

- 2002 - Desarrollo de nuevos métodos en batch y/o continuo para la determinación de compuestos orgánicos e inorgánicos por espectrofotometría derivada en fase líquida y/o sólida.

## Algunas Publicaciones
- Toral, M.I., Nova-Ramírez, F., Nacarette, F. Simultaneous determination of piperacillin and tazobactam in the pharmaceutical formulation tazonam® by derivative spectrophotometry [Determinación simultánea de piperacilina y tazobactam en la formulación farmacéutica de tazonam® por espectrofotometría derivativa. Boletín de la Sociedad Chilena de Química]. 2012; 57(2):1189-1193.

- Toral, M.I., Orellana, S.L., Soto, C.A., Richter, P. Extraction and Determination of Oxytetracycline Hydrochloride and Oxolinic Acid in Fish Feed by Derivative Spectrophotometry of First Order. [Extracción y determinación de clorhidrato de oxitetraciclina y ácido oxolínico en peces alimentados por espectrofotometría derivativa de primer orden]. Métodos Analíticos de Alimentos. 2011; 4(4):497-504

- Toral, M.I., Sánchez, G., Fernández, P., Pizarro, P., Moncada, I., Rivas, J., Richter, P. Ferrospectral sorbed on deae sephadex a-25 for the solid phase spectrophotometric determination of iron and cobalt by batch and continuous flow modes. [Sorbido Ferroespectral en deae sephadex a-25 para la determinación espectrométrica de la fase sólida de hierro y cobalto por lotes y modos de flujo continuos]. 2011; Boletín de la Sociedad Chilena de Química. 2011; 56(2): 682-687.

- Toral, M.I., Orellana, S., Saldías, M., Soto, C. Strategies used to develop analytical methods for simultaneous determination of organic compounds by derivative spectrophotometry. [Estrategias en el desarrollo de métodos analíticos para la determinación simultánea de compuestos orgánicos por espectrofotometría derivada]. Química Nova. 2009; 32(1):257-262.

- Toral, M.I., Muñoz, M.A., Orellana, S.L. Simultaneous determination of N-butylscopolamine and oxazepam in pharmaceutical formulations by first-order digital derivative spectrophotometry. [Determinación simultánea de N-butilescopolamina y oxazepam en formulaciones farmacéuticas por espectrofotometría digital derivativa de primer orden]. Revista Internacional AOAC. 2005; 88(4):1173-1178.

- Toral, M.I., Lara, N., Tapia, A.E., Torres, C., Richter, P. Spectral study and simultaneous determination of sulfamethoxazole and trimethoprim by digital derivative spectrophotometry. [Estudio espectral y determinación simultánea de sulfametoxazol y trimetoprim por espectrofotometría derivada digital]. Boletín de la Sociedad Chilena de Química. 2002; 47(3):241-251.

- Toral, M.I., Beattie, A., Santibáñez, C., Richter, P. Simultaneous determination of parathion and p-nitrophenol in vegetable tissues by derivative spectrophotometry. [Determinación simultánea de paratión y p-nitrofenol en los tejidos vegetales por espectrofotometría derivada]. Monitoreo y Evaluación Ambiental. 2002; (76):263-274.

- Toral, M.I., Lara, N., Gómez, J., Richter, P. Determinación de hierro en fase sólida por espectrofotometría derivada de segundo orden. Boletín de la Sociedad Chilena de Química. 2001; 46(1):51-60

- Toral, M.I., Richter, P., Lara, N., Jaque, P., Soto, C., Saavedra, M. Simultaneous determination of chlordiazepoxide and clidinium bromide in pharmaceutical formulations by derivative spectrophotometry. [Determinación simultánea de clordiazepóxido y bromuro de clidinio en formulaciones farmacéuticas por espectrofotometría derivativa]. Revista Internacional de Farmacéutica. 1999; 189(1):67-74.

- Toral, M.I., Manríquez, R., Richter, P. Sistema de extracción líquido-líquido en continuo con separador de fases tipo sandwich para la determinación de cobre al estado del complejo cobre(I)-batocuproina. Boletín de la Sociedad Chilena de Química. 1999; 44(4):451-458.

- Toral, M.I., Richter, P., Jaque-Olmedo, P. Sistema de flujo continuo no segmentado con detección polarográfica para la determinación de ranitidina en formas farmacéuticas y orina. Boletín de la Sociedad Chilena de Química. 1998; 43(1):045-053.